# 11 sierpnia
11 sierpnia jest 223. (w latach przestępnych 224.) dniem w kalendarzu gregoriańskim. Do końca roku pozostaje 142 dni.

## Święta
- Imieniny obchodzą: Aleksander, Filomena, Herman, Klara, Ligia, Lilia, Rufin, Telimena, Tyburcja, Tyburcjusz, Tyburcy, Włodzimierz, Włodzimir, Włościwoj i Zuzanna.
- Czad – Święto Niepodległości
- Wspomnienia i święta w Kościele katolickim[1][2] obchodzą:
  - bł. Alojzy (Ludwik) Biraghi
  - św. Kasjan z Benewentu
  - św. Klara (dziewica)
  - bł. Maurycy Tornay (męczennik)
  - św. Zuzanna (męczennica)

## Wydarzenia w Polsce
- 1579 – I wojna polsko-rosyjska: król Stefan Batory rozpoczął oblężenie twierdzy połockiej.
- 1591 – Poświęcono kościół Zwiastowania Najświętszej Maryi Panny w Kazimierzu Dolnym.
- 1733 – Z Warszawy na Wawel wyruszył transport z ekshumowanymi zwłokami Jana III Sobieskiego, jego małżonki Marii Kazimiery d’Arquien i Augusta II Mocnego.
- 1769 – Konfederacja barska: wojska rosyjskie rozpoczęły oblężenie Zamku Lubomirskich w Rzeszowie, zdobytego przez nie następnego dnia.
- 1794 – Insurekcja kościuszkowska: drugi atak wojsk rosyjskich na Wilno, następnego dnia miasto skapitulowało.
- 1869 – We Lwowie położono kamień węgielny pod Kopiec Unii Lubelskiej.
- 1898 – Oddano do użytku ratusz miejski w Tarnowskich Górach.
- 1920 – Rada Obrony Państwa ustanowiła Krzyż Walecznych.
- 1923 – Sejm RP uchwalił ustawę o podatku majątkowym
- 1929 – W Ostrowcu Świętokrzyskim założono Klub Sportowy Zakładów Ostrowieckich (KSZO).
- 1932 – Utworzono Białowieski Park Narodowy.
- 1933 – Dokonano oblotu szybowca SG-3.
- 1942:
  - Rozpoczęła się likwidacja getta żydowskiego w Bełchatowie.
  - We wsi Jasienica Rosielna na Podkarpaciu gestapowcy i ukraińscy SS-mani dokonali masakry około tysiąca Żydów.
  - W imieniu polskich środowisk katolickich Zofia Kossak-Szczucka opublikowała zdecydowany protest przeciw zagładzie Żydów na terenie okupowanej Polski.
- 1944:
  - 11. dzień powstania warszawskiego: Niemcy opanowali Wolę i Ochotę.
  - Sformowano Brygadę Świętokrzyską jako jednostkę taktyczną Narodowych Sił Zbrojnych.
  - Niemcy spacyfikowali wieś Skłody Borowe na Podlasiu, mordując 21 osób.
- 1945 – W Krakowie doszło do pogromu Żydów.
- 1954 – Z połączenia 5 wsi utworzono miasto Radlin.
- 1968 – Prymas kardynał Stefan Wyszyński koronował obraz Matki Boskiej Świętolipskiej.
- 1982 – Do służby wcielono barkentynę szkolną ORP „Iskra”.
- 1989 – W Warszawie rozpoczął się kongres międzynarodowy Świadków Jehowy pod hasłem Prawdziwa pobożność.
- 1993 – Korfantów, Myszyniec, Piaski i Tykocin odzyskały prawa miejskie.
- 1994 – 4 osoby zginęły w katastrofie śmigłowca TOPR w Dolinie Olczyskiej.
- 1996 – W Warszawie i Łodzi zakończył się międzynarodowy kongres Świadków Jehowy ph. „Posłańcy pokoju Bożego”.
- 2000 – Wystartował kanał telewizyjny Polsat Sport.
- 2017 – W wyniku katastrofalnych nawałnic związanych z burzami w formie derecho, zginęło 6 osób, a 62 zostały ranne (11–12 sierpnia).[3]
- 2019 – W Warszawie zakończył się międzynarodowy kongres Świadków Jehowy ph. „Miłość nigdy nie zawodzi!”.

## Wydarzenia na świecie

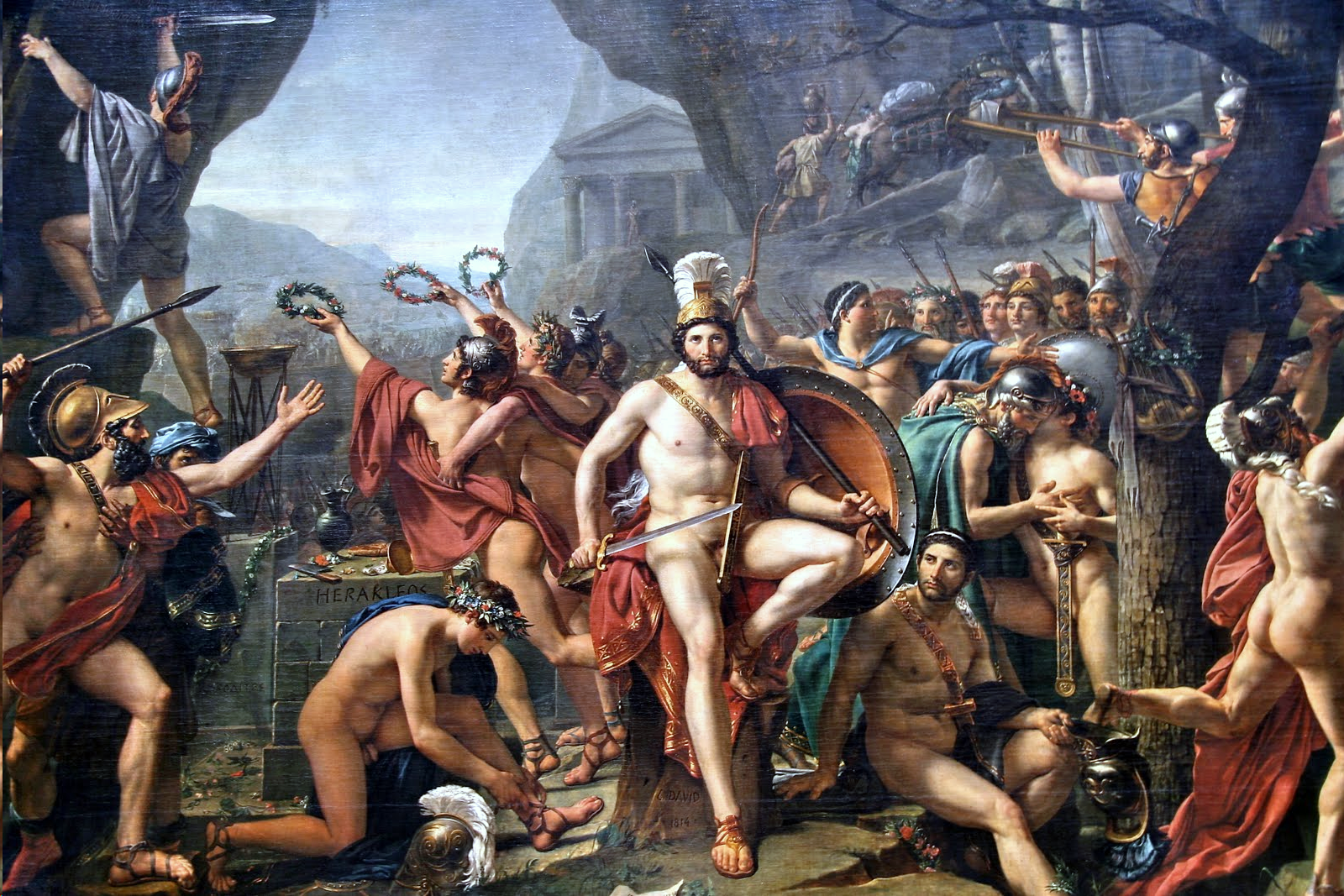
Leonidas pod Termopilami – obraz Jacques-Louisa Davida

- 3114 p.n.e. – Według Kalendarza Majów miał miejsce początek piątej epoki dziejów ludzkości (według korelacji Goodmana-Martineza-Thompsona, obecnie najpowszechniej przyjmowanej przez naukowców, jest to arbitralnie przyjęta jedna z kilku propozycji daty początkowej dotychczasowego cyklu).
- 480 p.n.e. – II wojna grecko-perska: Persowie pokonali Spartan w bitwie pod Termopilami i flotę grecką w bitwie morskiej u przylądka Artemizjon.
- 117 – Hadrian został cesarzem rzymskim.
- 490 – W bitwie nad Addą Ostrogoci pod wodzą Teodoryka Wielkiego pokonali wojska sprawującego władzę w Italii wodza germańskiego Odoakra.
- 1128 – Pierwsza wzmianka o Grodnie w źródłach pisanych (Latopis Ławrientiewski).
- 1137 – W mieście Huesca podpisano układ między Ramiro II Aragońskim i Ramonem Berenguerem IV, będący początkiem unii aragońsko-katalońskiej.
- 1264 – Papież Urban IV ustanowił święto Bożego Ciała.
- 1304 – Wojna we Flandrii: połączone siły francusko-holenderskie pod dowództwem Rainiera I pokonały flotę flandryjską w bitwie morskiej pod Zierikzee.
- 1332 – II wojna o niepodległość Szkocji: zwycięstwo wojsk angielskich w bitwie pod Dupplin Moor.
- 1378 – Zwycięstwo wojsk ruskich nad tatarskimi w bitwie nad Wożą.
- 1471 – Zawarto pokój korosteński między Nowogrodem Wielkim a Moskwą, zgodnie z którym Republika Nowogrodzka uznała potęgę Moskwy płacąc kontrybucję 16 tysięcy rubli.
- 1473 – Zwycięstwo wojsk tureckich nad turkmeńskimi w bitwie pod Başkentem.
- 1480 – Turcy zdobyli włoskie miasto Otranto.
- 1492 – Hiszpański kardynał Rodrigo Borgia został wybrany na papieża i przyjął imię Aleksander VI.
- 1536 – Papież Paweł III erygował diecezję Morelia w Meksyku.
- 1552 – Klęska wojsk chrześcijańskich w bitwie pod Palástem (Słowacja) z Turkami (10-11 sierpnia).
- 1627 – Hybrydowe zaćmienie Słońca widoczne w Grenlandii i na Alasce.
- 1664 – W Vasvár podpisano traktat pokojowy kończący IV wojnę austriacko-turecką.
- 1674 – Wojna Francji z koalicją hiszpańsko-austriacko-lotaryńską: zwycięstwo wojsk francuskich w bitwie pod Seneffe.
- 1675 – Wojna Francji z koalicją hiszpańsko-austriacko-lotaryńską: zwycięstwo wojsk francuskich w bitwie pod Konzer Brücke.
- 1677 – Pożar strawił ⅓ zabudowy Rostocku.
- 1678:
  - I wojna rosyjsko-turecka: wojska tureckie zdobyły twierdzę Czehryń.
  - Wojna skańska: wojska duńskie spaliły szwedzkie miasto Lund.
- 1712 – Podpisano traktat pokojowy kończący toggenburską wojnę domową w Szwajcarii.
- 1716 – VIII wojna wenecko-turecka: zakończyło się nieudane tureckie oblężenie Korfu.
- 1718 – Wojna Hiszpanii z koalicją angielsko-francusko-austriacką: zwycięstwo floty brytyjskiej w bitwie pod Passero.
- 1803 – II wojna z Imperium Marathów: wojska brytyjskie zdobyły twierdzę Ahmednagar.
- 1804 – Monarchia Habsburgów została przekształcona w Cesarstwo Austriackie.
- 1809 – Wojna na Półwyspie Iberyjskim: zwycięstwo wojsk francuskich w bitwie pod Almonacid de Toledo.
- 1812 – Wojna na Półwyspie Iberyjskim: wojska brytyjskie wkroczyły do Madrytu.
- 1824 – Założono brytyjskie Królewskie Towarzystwo Azjatyckie.
- 1863 – Kambodża została proklamowana protektoratem francuskim.
- 1877 – Morze wdarło się do miasta Lønstrup na Półwyspie Jutlandzkim (Dania), zmywając domy i olbrzymie masy ziemi.
- 1890 – W belgijskiej Antwerpii otwarto Królewskie Muzeum Sztuk Pięknych.
- 1891 – W Kijowie uruchomiono pierwszą linię tramwaju konnego.
- 1899 – Zakończono budowę kanału łączącego Dortmund z rzeką Ems.
- 1900:
  - Podczas manewrów w okolicy przylądka Świętego Wincentego w południowej Portugalii zatonął, po zderzeniu z pancernikiem „Brennus”(inne języki) francuski niszczyciel „Framée”, w wyniku czego zginęło 47, lub według innych danych 45 lub 48 osób z 61-osobowej załogi.
  - W brazylijskim Campinas założono klub piłkarski AA Ponte Preta.
- 1901 – Z Kilonii wypłynął szkuner „Gauss” z członkami niemieckiej wyprawy antarktycznej pod kierownictwem prof. Ericha Dagoberta von Drygalskiego.
- 1904 – Ludobójstwo Herero i Namaqua: wojska niemieckie zabiły około 30 tys. tubylczych powstańców w bitwie pod Waterbergiem w Niemieckiej Afryce Południowo-Zachodniej (dzisiejsza Namibia).
- 1914:
  - I wojna światowa: Francja wypowiedziała wojnę Austro-Węgrom.
  - Założono miasto Corcoran w Kalifornii.
- 1919:
  - Przyjęto konstytucję Republiki Weimarskiej.
  - W Green Bay w stanie Wisconsin założono klub futbolu amerykańskiego Green Bay Packers.
- 1920 – W Rydze Łotwa i Rosja Radziecka zawarły traktat pokojowy kończący łotewską wojnę o niepodległość.
- 1922 – Fragment Pieśni Niemców został ustanowiony hymnem Niemiec.
- 1934 – Na wyspie Alcatraz pod San Francisco otwarto więzienie federalne.
- 1935:
  - W Kownie rozpoczął się I Światowy Kongres Litewski.
  - Założono paragwajski klub piłkarski Sportivo Trinidense.
- 1937:
  - Salwador wystąpił z Ligi Narodów.
  - Szef NKWD Nikołaj Jeżow podpisał rozkaz o rozpoczęciu tzw. operacji polskiej, w czasie której skazano 139 835 osób, z tego zamordowano bezpośrednio 111 091 Polaków-obywateli ZSRR, a 28 744 skazano na pobyt w obozach koncentracyjnych.
- 1938 – Zawarto rozejm w radziecko-japońskim konflikcie granicznym nad jeziorem Chasan.
- 1939 – Laurence Steinhardt został amerykańskim ambasadorem w ZSRR.
- 1941 – Na rozkaz Józefa Stalina, w odwecie za zbombardowanie Moskwy przez Luftwaffe, 10 radzieckich bombowców wystartowało z Leningradu w celu odwetowego zbombardowania Berlina. Do celu dotarło 6 z nich, a powróciły 2.
- 1942:
  - Kampania śródziemnomorska: podczas ochrony konwoju na Maltę brytyjski lotniskowiec „HMS Eagle” został trafiony przez 4 torpedy wystrzelone z niemieckiego okrętu podwodnego U-73. Zginęło 160 członków załogi, 927 uratowano.
  - W Wężowym Parowie nieopodal Rostowa nad Donem Niemcy i ich kolaboranci rozpoczęli kilkudniową masakrę, której ofiarą padło prawdopodobnie około 15–18 tys. Żydów.
- 1943 – Premiera amerykańskiego filmu Niebiosa mogą zaczekać w reżyserii Ernsta Lubitscha.
- 1945 – Operacja kwantuńska: rozpoczęła się inwazja Armii Czerwonej na prefekturę Karafuto – należącą od 1905 roku do Japonii południową część Sachalinu.
- 1949:
  - Amerykańska pisarka Margaret Mitchell została potrącona przez samochód prowadzony przez pijanego taksówkarza na przejściu dla pieszych w Atlancie. W wyniku odniesionych obrażeń zmarła 5 dni później.
  - Gaston Eyskens został premierem Belgii.
- 1950 – Niecały miesiąc po swym mężu Juliusu została aresztowana, pod zarzutem szpiegostwa na rzecz ZSRR i przekazywania radzieckim agentom tajemnic dotyczących broni jądrowej, amerykańska komunistka Ethel Rosenberg.
- 1951 – René Pleven został po raz drugi premierem Francji.
- 1952 – Husajn ibn Talal został królem Jordanii, zastępując odsuniętego z powodu choroby umysłowej ojca Talala ibn Abd Allaha.
- 1957 – W katastrofie samolotu Douglas DC-4 w kanadyjskim Quebecu zginęło 79 osób.
- 1960:
  - Czad uzyskał niepodległość (od Francji).
  - Kapsuła z amerykańskiego satelity technologicznego Discoverer 13, jako pierwszy obiekt stworzony przez człowieka, została bezpiecznie sprowadzona na Ziemię.
- 1961 – Portugalskie enklawy Dadra i Nagarhaweli zostały przyłączone do Indii.
- 1962:
  - Reprezentant ZSRR Piotr Bołotnikow poprawił podczas zawodów w Moskwie własny rekord świata w biegu na 10 tys. m (28:18,2).
  - Rozpoczęła się trzecia radziecka załogowa misja kosmiczna Wostok 3.
- 1965 – Wybuchły zamieszki rasowe w Watts w Kalifornii.
- 1966:
  - Podczas zwołanej w Chicago konferencji prasowej John Lennon przeprosił za swoją wcześniejszą wypowiedź, że The Beatles są popularniejsi od Jezusa Chrystusa.
  - W katastrofie należącego do linii TAROM samolotu Li-2 pod Sybin w Rumunii zginęły wszystkie 24 osoby na pokładzie.
  - Zawarto porozumienie kończące konflikt indonezyjsko-malezyjski o Borneo.
- 1968 – Otwarto Stade Tourbillon w szwajcarskim Sionie.
- 1969 – Prezydent Zambii Kenneth Kaunda ogłosił nacjonalizację kopalń miedzi.
- 1971 – W Nowym Orleanie otwarto halę widowiskowo-sportową Louisiana Superdome.
- 1975:
  - Na będącym w trakcie uzyskiwania niepodległości od Portugalii Timorze Wschodnim doszło do zamachu stanu przeprowadzonego przez Timorską Unię Demokratyczną (UDT), co doprowadziło do wojny domowej z konkurencyjnym niepodległościowym Rewolucyjnym Frontem na rzecz Niepodległości Timoru Wschodniego.
  - Polska wyprawa po raz pierwszy w historii zdobyła szczyt Gaszerbrum III w paśmie Karakorum (7952 m n.p.m.).
- 1976:
  - 4 osoby zginęły, a 20 zostało rannych, gdy dwaj palestyńscy terroryści obrzucili granatami i ostrzelali z broni maszynowej pasażerów na stanowisku odpraw izraelskich linii El Al na lotnisku w Stambule.
  - Na przedmieściach meksykańskiego Acapulco spadł meteoryt.
- 1979:
  - Nad ukraińskim Dnieprodzierżyńskiem zderzyły się dwa samoloty Tu-134, w wyniku czego zginęło 178 osób.
  - W indyjskim stanie Gudźarat runęła zapora Morvi, w wyniku czego zginęło od 1500 do 12000 osób.
- 1984 – Prezydent USA Ronald Reagan, podczas próby głosu przed przemówieniem radiowym, wypowiedział zdanie: „Rodacy, miło mi oznajmić, iż podpisałem ustawę na zawsze delegalizującą Związek Radziecki. Za pięć minut rozpoczynamy bombardowanie”.
- 1986 – Brytyjski Westland Lynx ustanowił aktualny rekord szybkości śmigłowca (400,87 km/h).
- 1988 – Powstała Al-Ka’ida.
- 1989 – Wyrokiem Sądu Najwyższego Ukraińskiej SRR zrehabilitowano wszystkich skazanych w związku z będącą mistyfikacją GPU sprawą Związku Wyzwolenia Ukrainy. Przynależność do tej nieistniejącej organizacji była w latach 1929–1930 podstawą masowych aresztowań niekomunistycznej inteligencji ukraińskiej, procesu pokazowego w Charkowie w marcu i kwietniu 1930 i kolejnych represji wobec naukowców i studentów.
- 1992 – Chorwacja i Słowenia nawiązały stosunki dyplomatyczne z USA.
- 1995 – Dokonano oblotu brazylijskiego samolotu pasażerskiego Embraer 145.
- 1996 – Amerykańskie przedsiębiorstwo software’owe Macromedia kupiło od przedsiębiorstwa FutureWave patent na animacje Flash.
- 1997 – Należąca do Komorów wyspa Mohéli ogłosiła secesję.
- 1999:
  - Bharrat Jagdeo został prezydentem Gujany.
  - Ostatnie całkowite zaćmienie Słońca w XX wieku, w Polsce widoczne jako głębokie zaćmienie częściowe.
- 2000 – Na Węgry powrócił András Toma, uznawany za ostatniego jeńca II wojny światowej, który przez 53-lata przebywał w rosyjskim szpitalu psychiatrycznym, natomiast na Węgrzech uznawany był za zmarłego.
- 2003:
  - Prezydent Liberii Charles Taylor ustąpił ze stanowiska.
  - Temperatura w Paryżu osiągnęła 44 °C i spowodowała śmierć 144 osób.
- 2004:
  - Parlament Korei Południowej uchwalił przeniesienie stolicy z Seulu do Kongju na południu kraju. Ustawa została następnie uchylona przez Trybunał Konstytucyjny.
  - W Macedonii Północnej wprowadzono nowy podział administracyjny na 84 gminy.
- 2006 – Wojna domowa na Sri Lance: rozpoczęła się bitwa pod Dżafną.
- 2008 – Wojna gruzińsko-rosyjska: władze rosyjskie odrzuciły propozycję zawarcia rozejmu ze strony gruzińskiej.
- 2010 – W stolicy Słowenii Lublanie otwarto Stadion Stožice.
- 2012:
  - 306 osób zginęło, a 3037 zostało rannych w wyniku trzęsienia ziemi, które nawiedziło okolice miasta Tebriz w Iranie.
  - Wa’il al-Halki został premierem Syrii.
  - We Władywostoku otwarto Most nad Złotym Rogiem długości 2,1 km.
- 2013 – Ibrahim Boubacar Keïta wygrał w II turze przedterminowe wybory prezydenckie w Mali.
- 2015 – 47 osób zginęło, a 52 zostały ranne w zamachu bombowym w mieście Sabon Gari w północno-wschodniej Nigerii.
- 2016 – Podczas XXXI Letnich Igrzysk Olimpijskich w Rio de Janeiro wioślarki Magdalena Fularczyk-Kozłowska i Natalia Madaj zdobyły złoty medal w konkurencji dwójki podwójnej.
- 2017 – 41 osób zginęło, a 179 zostało rannych w wyniku zderzenia dwóch pociągów pasażerskich na przedmieściach Aleksandrii w Egipcie.
- 2024 – W Paryżu zakończyły się XXXIII Letnie Igrzyska Olimpijskie.

## Urodzili się
- 1081 – Henryk V Salicki, cesarz rzymsko-niemiecki (zm. 1125)
- 1102 – Andrzej Włodzimierzowic, książę wołyński i perejasławski (zm. 1141)
- 1135 – Petronela, królowa Aragonii (zm. 1174)
- 1510 – Małgorzata Paleolog, markiza Montferratu, księżna Mantui (zm. 1566)
- 1530 – Ranuccio Farnese, włoski kardynał (zm. 1565)
- 1560 – Krystyna Radziwiłłówna, polska księżniczka (zm. 1580)
- 1599 – Chrystian II, książę Anhalt-Bernburg (zm. 1656)
- 1613 – Krzysztof Kaldenbach, polski poeta (zm. 1698)
- 1667 – Anna Maria Medycejska, wielka księżna Toskanii, elektorowa Palatynatu Reńskiego (zm. 1743)
- 1673 – Richard Mead, brytyjski lekarz (zm. 1754)
- 1675 – Anna Maria de Bourbon-Condé, księżna Condé i Enghien (zm. 1700)
- 1694 – Giorgio Baffo, włoski poeta (zm. 1768)
- 1696 – Giuseppe Pozzobonelli, włoski duchowny katolicki, arcybiskup Mediolanu, kardynał (zm. 1783)
- 1698 – (data chrztu) Franz Xaver Feuchtmayer, niemiecki artysta (zm. 1764)
- 1718 – Frederick Haldimand, szwajcarski wojskowy, najemnik, polityk (zm. 1791)
- 1729 – Ponce-Denis Écouchard-Lebrun, francuski poeta (zm. 1807)
- 1730 – Charles Bossut, francuski matematyk (zm. 1814)
- 1743 – David Roentgen, niemiecki przedsiębiorca, ebenista (zm. 1807)
- 1744 – Tomás Antônio Gonzaga, brazylijski poeta (zm. 1810)
- 1748 – Joseph Schuster, niemiecki kompozytor, dyrygent (zm. 1812)
- 1756 – Jonathan Robinson, amerykański prawnik, polityk, senator (zm. 1819)
- 1787 – Rajmund Oppeln-Bronikowski, polski dowódca wojskowy, uczestnik powstania listopadowego (zm. 1869)
- 1791 – Pierre Giraud, francuski duchowny katolicki, arcybiskup Cambrai, kardynał (zm. 1850)
- 1799:
  - Joachim Barrande, francuski paleontolog, geolog (zm. 1883)
  - Wawrzyniec Andrzej Soświński, polski prawnik (zm. 1850)
- 1802 – Aleksander Ignacy Lubomirski, polski książę, finansista, filantrop (zm. 1893)
- 1807:
  - David Rice Atchison, amerykański polityk, senator (zm. 1886)
  - Pietro Giannelli, włoski kardynał (zm. 1881)
- 1809 – James Dixon Roman, amerykański prawnik, polityk (zm. 1867)
- 1810 – Alfred von Henikstein, austriacki feldmarszałek (zm. 1882)
- 1811 – Judah Benjamin, amerykański polityk, sekretarz stanu (zm. 1884)
- 1813 – Kamehameha III, król Hawajów (zm. 1854)
- 1814 – Ivan Mažuranić, chorwacki poeta, językoznawca (zm. 1890)
- 1819 – Martin Johnson Heade, amerykański malarz (zm. 1904)
- 1820 – Józefa Naval Girbès, hiszpańska zakonnica, błogosławiona (zm. 1893)
- 1821 – Octave Feuillet, francuski prozaik, dramaturg, dziennikarz, bibliotekarz (zm. 1890)
- 1824 – Martin Gropius, niemiecki architekt (zm. 1880)
- 1828 – George Godolphin Osborne, brytyjski arystokrata, polityk (zm. 1895)
- 1833 – Zygmunt Cytowicz, polski ziemianin, uczestnik powstania styczniowego (zm. 1863)
- 1836 – Cato Guldberg, norweski chemik, matematyk (zm. 1902)
- 1837 – Marie François Sadi Carnot, francuski polityk, prezydent Francji (zm. 1894)
- 1840 – Zuzanna Morawska, polska pisarka, działaczka oświatowa (zm. 1922)
- 1842 – Feliks Kozubowski, polski pisarz, publicysta, uczestnik powstania styczniowego (zm. 1907)
- 1843 – Miklós Szontagh (senior), węgierski lekarz, botanik, turysta, taternik, myśliwy (zm. 1899)
- 1853 – Wilhelm Blumwe, niemiecki przemysłowiec (zm. 1903)
- 1858 – Christiaan Eijkman, holenderski lekarz, laureat Nagrody Nobla (zm. 1930)
- 1859 – Heber Manning Wells, amerykański polityk (zm. 1938)
- 1860 – Gari Melchers, amerykański malarz (zm. 1932)
- 1863:
  - Stefan Artwiński, polski farmaceuta, legionista, prezydent Kielc (zm. 1939)
  - Kandelaria od św. Józefa, wenezuelska zakonnica, błogosławiona (zm. 1940)
- 1865:
  - Tyburcjusz Arnaiz Munoz, hiszpański duchowny katolicki, błogosławiony (zm. 1926)
  - Paul Elsner, niemiecki kompozytor (zm. 1933)
- 1867 – Hobart Bosworth, amerykański aktor, reżyser, scenarzysta i producent filmowy (zm. 1943)
- 1868 – Arthur George Ziffo, brytyjski tenisista (zm. 1955)
- 1870 – Jan Šrámek, czechosłowacki duchowny katolicki, polityk, premier Czechosłowacji na uchodźstwie (zm. 1956)
- 1873:
  - Hans Goltz, niemiecki znawca sztuki, marszand (zm. 1927)
  - May Wilson Preston, amerykańska malarka (zm. 1949)
- 1875 – Ignacy Boerner, polski polityk, minister poczt i telegrafów (zm. 1933)
- 1879 – Józef Maria Ferrándiz Hernández, hiszpański duchowny katolicki, męczennik, błogosławiony (zm. 1936)
- 1881:
  - Ludwik Darowski, polski polityk, minister pracy i polityki społecznej, wojewoda łódzki i krakowski (zm. 1948)
  - Eugeniusz Nawroczyński, polski prawnik, pedagog, działacz endecki i oświatowy (zm. 1942)
- 1882:
  - Kimon Georgiew, bułgarski wojskowy, polityk, premier Bułgarii (zm. 1969)
  - Rodolfo Graziani, włoski dowódca wojskowy, marszałek Włoch, polityk, minister obrony Włoskiej Republiki Socjalnej (zm. 1955)
  - Hugh MacDiarmid, szkocki poeta, krytyk literacki (zm. 1978)
  - Horace Meyer Kallen, amerykański filozof, wykładowca akademicki pochodzenia żydowskiego (zm. 1974)
- 1883 – Tadeusz Paweł Zakrzewski, polski duchowny katolicki, biskup płocki (zm. 1961)
- 1885 – Erwin Kruppa, austriacki matematyk, wykładowca akademicki (zm. 1967)
- 1887 – Stanisław Jackowski, polski rzeźbiarz (zm. 1951)
- 1888:
  - Michał Gómez Loza, meksykański adwokat, męczennik, błogosławiony (zm. 1928)
  - Enrique Jiménez, panamski polityk, prezydent Panamy (zm. 1970)
- 1890 – Marian Gładysz, polski ekonomista, rolnik, samorządowiec, polityk, poseł na Sejm RP (zm. 1968)
- 1891 – Dé Kessler, holenderski piłkarz (zm. 1943)
- 1892:
  - Władysław Anders, polski generał dywizji, polityk, naczelny wódz polskich sił zbrojnych, następca prezydenta RP na uchodźstwie (zm. 1970)
  - Giuseppe Di Vittorio, włoski działacz komunistyczny i związkowy (zm. 1957)
  - Eiji Yoshikawa, japoński pisarz (zm. 1962)
- 1894:
  - Kazimierz Barański, radziecki funkcjonariusz służb specjalnych (zm. 1937)
  - Francis W. Epperson, amerykański wynalazca, przedsiębiorca (zm. 1983)
  - Stefan Warchoł, polski podpułkownik piechoty, działacz niepodległościowy (zm. 1949)
- 1896 – Józef Ćwiękała, polski podporucznik (zm. 1919)
- 1897 – Enid Blyton, brytyjska autorka książek dla dzieci i młodzieży (zm. 1968)
- 1898:
  - Karolina Lanckorońska, polska hrabianka, historyk sztuki, wykładowczyni akademicka, działaczka polonijna (zm. 2002)
  - Otto Wacker, niemiecki handlarz dziełami sztuki, fałszerz obrazów (zm. 1970)
- 1899:
  - Rudolf Andersen, duński gimnastyk (zm. 1983)
  - Wacław Jasiński, polski major, pediatra, wykładowca akademicki (zm. 1936)
  - Józef Słonecki, polski piłkarz, trener (zm. 1970)
- 1900:
  - Denis William Brogan, brytyjski historyk (zm. 1974)
  - Aleksandra Chodźko-Domaniewska, polska historyk, filolog, wykładowczyni akademicka (zm. 1955)
  - Charlie Paddock, amerykański lekkoatleta, sprinter (zm. 1943)
  - Stefan Raszewski, polski mistrz kominiarski, powstaniec wielkopolski (zm. 1974)
- 1901:
  - Guido Agosti, włoski kompozytor, pianista, pedagog (zm. 1989)
  - Paul Martin, szwajcarski lekkoatleta, średniodystansowiec (zm. 1987)
- 1902:
  - Louie Bickerton, australijska tenisistka (zm. 1998)
  - Alfredo Binda, włoski kolarz szosowy (zm. 1986)
  - Christian de Castries, francuski generał (zm. 1991)
  - Mieczysław Kuchar, polski piłkarz, bramkarz (zm. 1939)
  - Lloyd Nolan, amerykański aktor (zm. 1985)
- 1903 – Maria Carmen Rendiles Martínez, wenezuelska zakonnica, błogosławiona (zm. 1977)
- 1904 – Suzanne Largeot, francuska zawodniczka startująca w wyścigach samochodowych (zm. 1991)
- 1905:
  - Erwin Chargaff, austriacki biochemik, wykładowca akademicki (zm. 2002)
  - Ernst Jaakson, estoński dyplomata (zm. 1998)
  - Ludwik Mroczek, polski duchowny katolicki, męczennik, Sługa Boży (zm. 1942)
- 1906 – Milo Butler, bahamski polityk, gubernator generalny (zm. 1979)
- 1907:
  - Ted A’Beckett, australijski krykiecista (zm. 1989)
  - Konstantin Rodzajewski, rosyjski prawnik, polityk faszystowski (zm. 1946)
  - Władysław Różycki, polski podporucznik pilot (zm. 1970)
- 1908:
  - Paolo Monti, włoski fotograf (zm. 1982)
  - Edward Stutterheim, holenderski żeglarz sportowy (zm. 1977)
  - Alina Wawrzyńczykowa, polska historyk, wykładowczyni akademicka (zm. 1997)
- 1909:
  - Abdelrahman Fawzi, egipski piłkarz, trener (zm. 1988)
  - Uku Masing, estoński filozof, teolog, folklorysta, tłumacz (zm. 1985)
  - Geoffrey Trease, brytyjski pisarz (zm. 1998)
  - Wu Han, chiński historyk, dziennikarz, pisarz (zm. 1969)
- 1910:
  - Philippe Agostini, francuski reżyser filmowy (zm. 2001)
  - Stanisław Cieślak, polski filozof, dziennikarz, polityk ludowy, poseł do KRN, na Sejm Ustawodawczy i Sejm PRL (zm. 1980)
  - George Homans, amerykański socjolog, wykładowca akademicki (zm. 1989)
  - Bill Hudson, brytyjski pułkownik (zm. 1995)
  - Charles Kieffer, amerykański wioślarz (zm. 1975)
  - Wilhelm Menne, niemiecki wioślarz, żołnierz (zm. 1945)
  - Richard Moore, amerykański żeglarz sportowy (zm. 2005)
  - Władysława Wołowska Mussi, brazylijska ginekolog-położnik, wykładowczyni akademicka pochodzenia polskiego (zm. 2012)
- 1911 – Thanom Kittikachorn, tajski dowódca wojskowy, polityk, premier Tajlandii (zm. 2004)
- 1912:
  - Gustaf Ericson, szwedzki lekkoatleta, sprinter (zm. ?)
  - Norman Levinson, amerykański matematyk, wykładowca akademicki (zm. 1975)
  - Irena Mazaraki, polska botanik, pedagog (zm. 1995)
- 1913:
  - Andy Beattie, szkocki piłkarz, trener (zm. 1983)
  - Nathalia Crane, amerykańska poetka (zm. 1998)
  - Włodzimierz Adam Kolanowski, polski porucznik nawigator (zm. 1944)
  - Tadeusz Martynowicz, polski dyplomata (zm. 1994)
  - Angus Wilson, brytyjski pisarz (zm. 1991)
- 1914:
  - Ġużè Chetcuti, maltański poeta (zm. 2006)
  - Guro Gjellestad, norweska astrofizyk (zm. 1972)
  - Edward Madejski, polski piłkarz, bramkarz (zm. 1996)
  - José Silva, amerykański parapsycholog-samouk (zm. 1999)
- 1915:
  - Antoni Oppenheim, amerykański fizykochemik, wykładowca akademicki pochodzenia polskiego (zm. 2008)
  - Jean Parker, amerykańska aktorka (zm. 2005)
- 1916:
  - Johnny Claes, brytyjski kierowca wyścigowy (zm. 1956)
  - Ludwik Szułczyński, polski bokser (zm. 2007)
- 1917:
  - Vasil Biľak, słowacki polityk komunistyczny (zm. 2014)
  - André Chouraqui, francusko-izraelski prawnik, pisarz, polityk (zm. 2007)
  - Pudgy Stockton, amerykańska atletka, kulturystka (zm. 2006)
- 1918 – Jerzy Morawski, polski polityk, poseł na Sejm PRL, dyplomata (zm. 2012)
- 1919:
  - Roman Artymowski, polski malarz, grafik, pedagog (zm. 1993)
  - Stanisław Kohlmünzer, polski farmakolog, wykładowca akademicki (zm. 2001)
  - Jemieljan Michajluk, radziecki porucznik (zm. 1945)
  - Ginette Neveu, francuska skrzypaczka (zm. 1949)
- 1920:
  - Manfred Knodt, niemiecki duchowny katolicki, historyk (zm. 1995)
  - Ryszard Kraszek, polski żołnierz 27 Wołyńskiej Dywizji Piechoty AK, porucznik LWP, dowódca oddziału partyzanckiego „Pirata” (zm. 2017)
  - Wanda Tazbir, polska harcmistrzyni, uczestniczka powstania warszawskiego (zm. 2006)
- 1921:
  - Maurice Burlaz, francuski działacz sportowy (zm. 2006)
  - Alex Haley, amerykański pisarz (zm. 1992)
  - Rosalind Shand, brytyjska arystokratka (zm. 1994)
- 1922:
  - Mavis Gallant, kanadyjska pisarka (zm. 2014)
  - Ogden Lindsley, amerykański psycholog, wykładowca akademicki (zm. 2004)
- 1923:
  - Stan Chambers, amerykański reporter (zm. 2015)
  - Maksim Hrabowenko, radziecki starszy sierżant (zm. 1980)
  - Tadeusz Leżański, brytyjski matematyk, wykładowca akademicki (zm. 2017)
  - John R. Myhill, brytyjski matematyk, wykładowca akademicki (zm. 1987)
  - Albert Schubert, niemiecki generał major Stasi
- 1924:
  - Stanisław Malzacher, polski elektronik, wykładowca akademicki (zm. 1996)
  - Lawrence Roberts, amerykański informatyk, jeden z twórców ARPANET-u (zm. 2018)
- 1925:
  - Michael Argyle, brytyjski psycholog (zm. 2002)
  - Arlene Dahl, amerykańska aktorka (zm. 2021)
  - Jukka Piironen, fiński lekkoatleta, tyczkarz (zm. 1976)
- 1926:
  - Leonard Berkowitz, amerykański psycholog pochodzenia żydowskiego (zm. 2016)
  - Aaron Klug, brytyjski chemik pochodzenia żydowskiego, laureat Nagrody Nobla (zm. 2018)
- 1927 – Dow Ben-Me’ir, izraelski politolog, pisarz, polityk (zm. 2020)
- 1928:
  - Beniamino Andreatta, włoski prawnik, polityk (zm. 2007)
  - Robert Bussard, amerykański fizyk jądrowy (zm. 2007)
  - Jerzy Edward Fiett, polski matematyk, konstruktor, wioślarz, taternik (zm. 2021)
  - John Satterthwaite, australijski duchowny katolicki, biskup Lismore (zm. 2016)
- 1929:
  - Irena Hejducka, polska lekkoatletka, sprinterka (zm. 2008)
  - Maria Szypowska, polska pisarka, działaczka społeczna (zm. 2017)
- 1930 – Arne Vinje Gunnerud, norweski rzeźbiarz (zm. 2007)
- 1931:
  - Jan Kulczyński, polski reżyser teatralny i telewizyjny, profesor sztuki teatralnej, nauczyciel akademicki (zm. 2015)
  - Andrzej Majewski, polski pułkownik dyplomowany pilot (zm. 2017)
- 1932:
  - Fernando Arrabal, hiszpański pisarz
  - Józefa Masaczyńska, polska piłkarka ręczna, koszykarka, siatkarka (zm. 2019)
  - Eric Varley, brytyjski polityk (zm. 2008)
- 1933:
  - Väino Aren, estoński tancerz baletowy, aktor (zm. 2023)
  - Kazimierz Diehl, polski farmaceuta, działacz na rzecz osób głuchych (zm. 2018)
  - Jerzy Grotowski, polski reżyser teatralny (zm. 1999)
  - Tamás Vásáry, węgierski pianista, dyrygent
- 1934:
  - Jan Smoliński, polski astronom (zm. 1995)
  - Krzysztof Szwarc, polski bankowiec, ekonomista
- 1935:
  - Stefania Biegun, polska biegaczka narciarska (zm. 2016)
  - Urszula Borkowska, polska urszulanka, historyk (zm. 2014)
  - Vladimir Veličković, serbski malarz (zm. 2019)
- 1936:
  - Carmen Susana Dujim Zubillaga, wenezuelska modelka, zdobywczyni tytułu Miss World (zm. 2016)
  - Władimir Samsonow, rosyjski reżyser filmów animowanych (zm. 2024)
  - Jonathan Spence, amerykański sinolog, historyk (zm. 2021)
- 1937:
  - Stefan Jakobielski, polski historyk, archeolog, filolog, epigrafik (zm. 2024)
  - Dieter Kemper, niemiecki kolarz szosowy i torowy (zm. 2018)
  - Anna Massey, brytyjska aktorka (zm. 2011)
  - Rudolf Tomášek, czeski lekkoatleta, tyczkarz
- 1938:
  - Najat Al Saghira, egipska piosenkarka, aktorka
  - Ewelina Nurczyńska-Fidelska, polska historyk filmu, profesor nauk humanistycznych (zm. 2016)
  - Branko Stanovnik, słoweński chemik, wykładowca akademicki
- 1939:
  - Jonas Čepulis, litewski bokser (zm. 2015)
  - George Ellis, południowoafrykański matematyk
  - Anatolij Kaszpirowski, rosyjski psychiatra, psychoterapeuta, hipnotyzer, bioenergoterapeuta
  - James Mancham, seszelski prawnik, polityk, prezydent Seszeli (zm. 2017)
  - Boško Marinko, jugosłowiański zapaśnik (zm. 2020)
  - Helmar Müller, niemiecki lekkoatleta, sprinter (zm. 2023)
  - Zbigniew Szczypiński, polski socjolog, polityk, poseł na Sejm RP
- 1940:
  - Edward Kołodziej, polski historyk, archwista
  - Tadeusz Morawski, polski elektronik, autor palindromów (zm. 2021)
  - Simion Popescu, rumuński zapaśnik
  - Edward Slattery, amerykański duchowny katolicki, biskup Tulsy (zm. 2024)
  - José Valverde López, hiszpański prawnik, farmaceuta, polityk
- 1941:
  - Patricio Guzmán, chilijski reżyser i scenarzysta filmowy
  - Ałła Kusznir, izraelska szachistka pochodzenia rosyjskiego (zm. 2013)
  - Miquel Mayol, kataloński prawnik, polityk
  - Anne-Marie Sigmund, austriacka prawnik, bizneswoman
- 1942:
  - Jacques Brotchi, belgijski lekarz, polityk
  - Marian Suwała, polski profesor nauk leśnych (zm. 2018)
- 1943:
  - Abigail Folger, amerykańska aktywistka społeczna i polityczna (zm. 1969)
  - Krzysztof Meyer, polski kompozytor
  - Pervez Musharraf, pakistański generał, polityk, premier i prezydent Pakistanu (zm. 2023)
  - Stefan Szmidt, polski aktor
- 1944:
  - Leszek Kajzer, polski archeolog (zm. 2016)
  - Ian McDiarmid, szkocki aktor
  - Peter Schmidt, niemiecki pisarz
  - Frederick W. Smith, amerykański przedsiębiorca, miliarder (zm. 2025)
- 1945:
  - Ryszard Duda, polski piłkarz, trener
  - Daniel Rudisha, kenijski lekkoatleta, sprinter (zm. 2019)
- 1946:
  - Óscar Berger, gwatemalski adwokat, notariusz, polityk, prezydent Gwatemali
  - Walter Delle Karth, austriacki bobsleista
  - Milan Gutović, serbski aktor (zm. 2021)
  - Waldemar Korycki, polski lekkoatleta, sprinter
  - Henryk Józef Nowacki, polski duchowny katolicki, arcybiskup, nuncjusz apostolski
  - Janusz Rachoń, polski chemik, polityk, senator RP
  - Marilyn vos Savant, amerykańska felietonistka, pisarka pochodzenia austriackiego
- 1947:
  - Arkadi Andreasjan, ormiański piłkarz, trener (zm. 2020)
  - Stuart Gordon, amerykański reżyser, scenarzysta i producent filmowy (zm. 2020)
  - Jan Henne, amerykańska pływaczka
  - Theo de Jong, holenderski piłkarz, trener
  - Jeorjos Karadzaferis, grecki dziennikarz, polityk
  - Siergiej Kowalenko, ukraiński koszykarz (zm. 2004)
  - Andrzej Samson, polski psycholog, psychoterapeuta (zm. 2009)
- 1948:
  - Zdeněk Dohnal, czeski kolarz torowy i szosowy
  - Jan Palach, czeski student (zm. 1969)
  - Vincenzo Pelvi, włoski duchowny katolicki, arcybiskup Foggii-Bovino, arcybiskup polowy Włoch
  - Willi Piecyk, niemiecki polityk (zm. 2008)
  - Raymond Saw Po Ray, mjanmański duchowny katolicki, biskup Mawlamyine (zm. 2025)
- 1949:
  - Eric Carmen, amerykański gitarzysta, wokalista, członek zespołu The Raspberries (zm. 2024)
  - Tim Hutchinson, amerykański polityk, senator
- 1950:
  - Elya Baskin, amerykański aktor pochodzenia łotewskiego
  - Marek Ławrynowicz, polski prozaik, poeta, autor słuchowisk radiowych, scenarzysta
  - Steve Wozniak, amerykański inżynier, informatyk, wynalazca, przedsiębiorca pochodzenia polsko-niemieckiego
- 1951:
  - Jacek Błażewicz, polski inżynier informatyk, profesor nauk technicznych
  - Ewa Buszman, polska profesor nauk farmaceutycznych (zm. 2018)
  - Tuulikki Jahre, szwedzka kolarka szosowa pochodzenia fińskiego
  - Zbigniew Kowalewski, polski geodeta, himalaista
- 1952:
  - Marian-Jean Marinescu, rumuński inżynier, polityk, eurodeputowany
  - Antônio Muniz Fernandes, brazylijski duchowny katolicki, arcybiskup Maceió
  - Andrzej Tłuczyński, polski piłkarz ręczny
  - Tommaso Valentinetti, włoski duchowny katolicki, arcybiskup Pescary-Penne
- 1953:
  - Hulk Hogan, amerykański wrestler, aktor (zm. 2025)
  - Romuald Lazarowicz, polski bibliotekarz, dziennikarz, działacz opozycji antykomunistycznej (zm. 2019)
  - José Rodríguez Carballo, hiszpański duchowny katolicki, arcybiskup, urzędnik Kurii Rzymskiej
  - Amin Tarokh, irański aktor (zm. 2022)
- 1954:
  - Aleksandra Domańska, polska pisarka, scenarzystka, reżyserka
  - Joe Jackson, brytyjski piosenkarz
  - Aleksandr Minajew, rosyjski piłkarz (zm. 2018)
  - Michael G. Moye, amerykański scenarzysta i producent filmowy
- 1955:
  - Andrzej Gajewski, polski reżyser, scenarzysta i producent filmowy
  - Billy Long, amerykański polityk, kongresmen
  - Małgorzata Mańka-Szulik, polska działaczka samorządowa, prezydent Zabrza
  - Siergiej Mawrodi, rosyjski inżynier, przedsiębiorca, polityk (zm. 2018)
  - Mirosław Rozmus, polski generał dywizji, komendant główny Żandarmerii Wojskowej (zm. 2018)
- 1956:
  - Pierre-Louis Lions, francuski matematyk
  - Jeff Widener, amerykański fotoreporter
- 1957:
  - Richie Ramone, amerykański perkusista, członek zespołu Ramones
  - Ian Stuart, brytyjski wokalista, członek zespołu Skrewdriver (zm. 1993)
- 1958:
  - Achmad Bakajew, rosyjski kompozytor pochodzenia tadżyckiego
  - Vaidutis Laurėnas, litewski socjolog, politolog
  - Pascale Trinquet, francuska florecistka
- 1959:
  - Zbigniew Borek, polski aktor
  - Taraki Sivaram, tamilski dziennikarz (zm. 2005)
  - Martin Smolka, czeski kompozytor
- 1960:
  - Dawid Amsalem, izraelski polityk
  - Andrzej Biernat, polski nauczyciel, polityk, poseł na Sejm RP, minister sportu i turystyki
  - Tomislav Ivković, chorwacki piłkarz, bramkarz
  - Andreas Ksantos, grecki lekarz, polityk
  - Marek Pąkciński, polski pisarz
  - Ikuzō Saitō, japoński zapaśnik
  - Teresa Soroka-Frąckowska, polska wioślarka
- 1961:
  - Craig Ehlo, amerykański koszykarz
  - André Hoffmann, niemiecki łyżwiarz szybki
  - Sunil Shetty, indyjski aktor, producent filmowy
  - Frederick Sturckow, amerykański pilot wojskowy, astronauta
- 1962:
  - Suzanne Collins, amerykańska pisarka
  - Julio Salinas, hiszpański piłkarz
- 1963:
  - Andriej Fiedoriw, rosyjski lekkoatleta, sprinter
  - Monika Jaruzelska, polska dziennikarka, stylistka, projektantka mody, działaczka samorządowa
  - Iwona Kozłowska, polska nauczycielka, samorządowiec, posłanka na Sejm RP
  - Oleg Procenko, rosyjski lekkoatleta, trójskoczek
- 1964:
  - Carlos Martínez, wenezuelski baseballista (zm. 2006)
  - Lawrence Monoson, amerykański aktor
- 1965:
  - Andreas Bovenschulte, niemiecki prawnik, polityk, burmistrz Bremy
  - Embeth Davidtz, amerykańska aktorka
  - Viola Davis, amerykańska aktorka
  - Gunnar Halle, norweski piłkarz
  - Duane Martin, amerykański aktor
  - Greg Meghoo, jamajski lekkoatleta, sprinter
  - Shinji Mikami, japoński producent gier video
  - Katarzyna Snopko, polska gimnastyczka
- 1966:
  - Bengt Andersson, szwedzki piłkarz, bramkarz
  - Duff Gibson, kanadyjski skeletonista
  - Nigel Martyn, angielski piłkarz, bramkarz, trener
  - Donny McCaslin, amerykański saksofonista jazzowy
  - Nikołaj Nenczew, bułgarski prawnik, polityk
  - Maria Theurl, austriacka biegaczka narciarska
  - Mark Williams, południowoafrykański piłkarz
- 1967:
  - Massimiliano Allegri, włoski piłkarz, trener
  - Brad Dalgarno, kanadyjski hokeista
  - Jędrzej Jędrych, polski politolog, polityk, poseł na Sejm RP
- 1968:
  - Lorenzo Bernardi, włoski siatkarz, trener
  - Anna Gunn, amerykańska aktorka
  - Alan Kelly, irlandzki piłkarz, bramkarz
  - Paweł Klimowicz, polski polityk, senator RP
  - Sophie Okonedo, brytyjska aktorka
  - Mabel Wisse Smit, członkini holenderskiej rodziny królewskiej
  - Mohammad Top Noordin, malezyjski terrorysta (zm. 2009)
- 1969:
  - Anne Marie Benschop, holenderska szachistka
  - Ashley Jensen, szkocka aktorka
  - Vanderlei de Lima, brazylijski lekkoatleta, maratończyk
- 1970:
  - Andy Bell, walijski basista, członek zespołu Oasis
  - Jorge Luis Campos, paragwajski piłkarz
  - Maciej Glamowski, polski ekonomista, samorządowiec, prezydent Grudziądza
  - Dariusz Luks, polski siatkarz, trener
  - Joseph Eciru Oliach, ugandyjski duchowny katolicki, biskup Soroti
  - Gianluca Pessotto, włoski piłkarz
- 1971:
  - Francina Armengol, hiszpańska polityk, prezydent Balearów
  - Alejandra Barros, meksykańska aktorka
  - Djamel Bouras, francuski judoka pochodzenia algierskiego
  - Lidija Dimkowska, macedońska poetka, pisarka, tłumaczka
  - Alan Fried, amerykański zapaśnik
  - Aleksandrs Jeļisejevs, łotewski piłkarz, trener pochodzenia rosyjskiego
  - Jacek Kopczyński, polski aktor, lektor
  - Alaksandr Makrycki, białoruski hokeista, trener
- 1972:
  - Carolina Mariani, argentyńska judoczka
  - Wasos Melanarkitis, cypryjski piłkarz
  - Agnes Samaria, namibijska lekkoatletka, biegaczka
  - Joane Somarriba, hiszpańska kolarka szosowa
- 1973:
  - Kristin Armstrong, amerykańska kolarka szosowa
  - Jacek Grzybowski, polski duchowny katolicki, biskup pomocniczy warszawsko-praski
  - Luis Lacalle Pou, urugwajski polityk, prezydent Urugwaju
  - Carolyn Murphy, amerykańska modelka
  - Kiatisuk Senamuang, tajski piłkarz
  - Janine Whitlock, brytyjska lekkoatletka, tyczkarka
  - Beata Wolska, polska judoczka
- 1974:
  - Tamara van Ark, holenderska działaczka samorządowa, polityk
  - Aneta Borowik, polska historyk sztuki
  - Marie-France Dubreuil, kanadyjska łyżwiarka figurowa
  - Darryn Hill, australijski kolarz torowy
  - Bogdan Jaroszewicz, polski samorządowiec, wiceprezydent Szczecina, członek zarządu województwa zachodniopomorskiego
  - Kira Kener, amerykańska aktorka pornograficzna
  - Chris Messina, amerykański aktor, scenarzysta, reżyser i producent filmowy pochodzenia włoskiego
  - Jussi Nuorela, fiński piłkarz
  - Kimberly Ribble, kanadyjska judoczka
  - Maryline Salvetat, francuska kolarka przełajowa i szosowa
- 1975:
  - Asma al-Asad, syryjska pierwsza dama
  - Dareysteel, hiszpański muzyk, piosenkarz, raper pochodzenia nigeryjskiego
  - Enrique De La Fuente, hiszpański siatkarz
  - Gilbert Mushangazhike, zimbabwejski piłkarz
  - Mateusz Szczurek, polski ekonomista, wykładowca akademicki, polityk, minister finansów
  - Roman Żurek, polski artysta kabaretowy
- 1976:
  - Iván Córdoba, kolumbijski piłkarz
  - Piotr Uruski, polski historyk, polityk, poseł na Sejm RP
  - Ľubomír Višňovský, słowacki hokeista
  - Magdalena Witkiewicz, polska pisarka
  - Steve Wojciechowski, amerykański koszykarz, trener pochodzenia polskiego
- 1977:
  - Tomasz Bonek, polski pisarz, dziennikarz, reporter, dokumentalista
  - Venson Hamilton, amerykański koszykarz
  - Sylwia Jasińska, polska siatkarka
  - Mariela Laurora, argentyńska lekkoatletka, tyczkarka
  - Pongsaklek Wonjongkam, tajski bokser
- 1978:
  - Lucas Ayala, meksykański piłkarz
  - Leszek Laszkiewicz, polski hokeista
  - Alexandre Palma, portugalski duchowny katolicki, biskup pomocniczy Patriarchatu Lizbony
  - Zbigniew Suski, polski gitarzysta, członek zespołów Szymon Wydra & Carpe Diem i Ira
  - Jermain Taylor, amerykański bokser
- 1979:
  - Walter Ayoví, ekwadorski piłkarz
  - David Crawshay, australijski wioślarz
  - Bartosz Kownacki, polski prawnik, polityk, poseł na Sejm RP
  - Luis Felipe Méliz, hiszpański lekkoatleta, skoczek w dal pochodzenia kubańskiego
  - Daniel Patalas, polski gitarzysta, członek zespołu Lombard
- 1980:
  - Allison Baver, amerykańska łyżwiarka szybka, specjalistka short tracku
  - José Antonio Castro, meksykański piłkarz pochodzenia hiszpańskiego
  - Marcello Forni, włoski siatkarz
  - Jerry Lucena, filipiński piłkarz
  - Dawit Margoszwili, gruziński judoka
  - Joy Mogensen, duńska działaczka samorządowa, polityk
  - Monika Pyrek, polska lekkoatletka, tyczkarka
  - Riki, hiszpański piłkarz
  - Sébastien Squillaci, francuski pisarz
  - Ádám Steinmetz, węgierski piłkarz wodny
- 1981:
  - Ulaş Kıyak, turecki siatkarz
  - Ondrej Prokop, słowacki hokeista
  - Sandi Thom, szkocka piosenkarka, kompozytorka
  - Danai Udomchoke, tajski tenisista
- 1982:
  - Antti Lindtman, fiński polityk
  - Piotr Wiśniewski, polski piłkarz
- 1983:
  - Amaranta Fernández, hiszpańska siatkarka
  - Chris Hemsworth, australijski aktor
  - Jurij Krymarenko, ukraiński lekkoatleta, skoczek wzwyż
  - Ren Hui, chińska łyżwiarka szybka
- 1984:
  - Mojtaba Abedini, irański szablista
  - Vitalie Bordian, mołdawski piłkarz
  - Melky Cabrera, dominikański baseballista
  - Lucas Di Grassi, brazylijski kierowca wyścigowy
  - Rasuł Dżukajew, rosyjski zapaśnik
  - Antoine Jeannin, francuski judoka
  - Swietłana Kormilicyna, rosyjska szablistka
  - Nicolás Larcamón, argentyński trener piłkarski
  - Martín Mantovani, argentyński piłkarz
  - Mohammed Mubarak, katarski piłkarz, bramkarz
  - Ludmiła Postnowa, rosyjska piłkarka ręczna
  - Bartosz Węgrzyn, polski siatkarz
- 1985:
  - Carla Bradstock, kanadyjska siatkarka
  - Hannah Davis, australijska kajakarka
  - Adina Fiera, rumuńska piłkarka ręczna
  - Asher Roth, amerykański raper
- 1986:
  - Arouca, brazylijski piłkarz
  - Hélène Defrance, francuska żeglarka sportowa
  - Emil Johansson, szwedzki piłkarz
  - Nikołaj Moriłow, rosyjski biegacz narciarski
  - Kunihiro Shimizu, japoński siatkarz
- 1987:
  - Jekatierina Birłowa, rosyjska siatkarka
  - Grant Brits, australijski pływak
  - Paulina Gajdosz, polska koszykarka
  - Cyrille Maret, francuski judoka
  - Lorenzo Smerilli, włoski siatkarz
  - Jemima West, brytyjsko-francuska aktorka
- 1988:
  - Jake Kaminski, amerykański łucznik
  - Patrick Mills, australijski koszykarz
  - Tyne Stecklein, amerykańska aktorka, tancerka
- 1989:
  - Úrsula Corberó, hiszpańska aktorka
  - Takecia Jameson, amerykańska lekkoatletka, płotkarka
  - Déo Kanda, kongijski piłkarz
  - Julio César La Cruz, kubański bokser
  - Álex Quiñónez, ekwadorski lekkoatleta, sprinter (zm. 2021)
  - Eke Uzoma, nigeryjski piłkarz
- 1990:
  - Iwan Dyczko, kazachski bokser
  - Paula Cristina Gonçalves, brazylijska tenisistka
  - Lenka Juríková, słowacka tenisistka
- 1991:
  - Daniel Němeček, czeski lekkoatleta, sprinter
  - Cristian Tello, hiszpański piłkarz
  - Tamirat Tola, etiopski lekkoatleta, długodystansowiec
- 1992:
  - Jean Efala, kameruński piłkarz, bramkarz
  - Tina Jakovina, słoweńska koszykarka
  - Allisson Lozano, meksykańska aktorka, piosenkarka
  - Bujar Lika, albański piłkarz
  - Jores Okore, duński piłkarz pochodzenia iworyjskiego
  - Gilli Sørensen, farerski piłkarz
  - Wang Xin, chińska skoczkini do wody
- 1993:
  - Alireza Dżahanbachsz, irański piłkarz
  - Fredrik Midtsjø, norweski piłkarz
  - Alyson Stoner, amerykańska aktorka, piosenkarka, tancerka
  - Clarivett Yllescas, peruwiańska siatkarka
- 1994:
  - Artur Abreu, luksemburski piłkarz
  - Storm Hunter, australijska tenisistka
  - Aleksandra Langiewicz, polska judoczka
- 1995:
  - Ignacy Bąk, polski piłkarz ręczny
  - Brad Binder, południowoafrykański motocyklista wyścigowy
  - Ben Davies, angielski piłkarz
  - Luca Vildoza, argentyński koszykarz
- 1996:
  - Ami Matsuo, australijska pływaczka pochodzenia japońskiego
  - Antti Ronkainen, fiński siatkarz
  - Sun Xiaoqian, chińska judoczka
- 1997:
  - Yinka Ajayi, nigeryjska lekkoatletka, sprinterka
  - Kimberly Drewniok, niemiecka siatkarka
  - Kyle Guy, amerykański koszykarz
- 1998:
  - Chamell Asprilla, panamski piłkarz
  - Jake Carter, brytyjski piosenkarz
  - Juan Miguel Echevarría, kubański lekkoatleta, skoczek w dal
  - Enrica Rinaldi, włoska zapaśniczka
  - Mateusz Różański, polski lekkoatleta, skoczek w dal i sprinter
- 1999:
  - Wesly Decas, honduraski piłkarz
  - Kevin Knox, amerykański koszykarz
  - Kanji Okunuki, japoński piłkarz
  - Pascal Struijk, holenderski piłkarz pochodzenia belgijskiego
- 2000:
  - Choi Se-bin, południowokoreańska szablistka
  - Orlando Galo, kostarykański piłkarz
  - Parham Maghsudlu, irański szachista
  - Bryan Ramírez, ekwadorski piłkarz
- 2001:
  - Ołeh Serbin, ukraiński skoczek do wody
  - Moyuka Uchijima, japońska tenisistka
- 2002 – Muhamet Ramadani, kosowski lekkoatleta, kulomiot i dyskobol
- 2004 – Kevin Coronel, argentyński piłkarz

## Zmarli
- 480 p.n.e. – Leonidas I, król Sparty (ur. ?)
- 353 – Magnencjusz, cesarz rzymski (uzurpator) (ur. 303)
- 897 – Wilfred Włochaty, hrabia Urgell, Cerdanyi i Barcelony (ur. przed 840)
- 1091 – Bolesław Wratysławowic, czeski królewicz, książę ołomuniecki (ur. po 1062)
- 1204 – Guttorm Sigurdsson, król Norwegii (ur. 1199)
- 1212 – Beatrycze Hohenstauf, królowa rzymsko-niemiecka (ur. 1198)
- 1253 – Klara z Asyżu, włoska zakonnica, założycielka zakonu klarysek, święta (ur. 1193/1194)
- 1259 – Mongke, wielki chan mongolski (ur. 1208)
- 1346 – Kokan Shiren, japoński mistrz zen, poeta, kaligraf (ur. 1278)
- 1456 – János Hunyady, węgierski możnowładca, wojewoda Siedmiogrodu, regent Węgier (ur. ok. 1387)
- 1464 – Mikołaj z Kuzy, niemiecki kardynał, filozof, matematyk (ur. 1401)
- 1477 – Latino Orsini, włoski duchowny katolicki, arcybiskup Trani, kardynał (ur. 1411)
- 1485 – Pietro Foscari, włoski kardynał (ur. 1417)
- 1494 – Hans Memling, niderlandzki malarz pochodzenia niemieckiego (ur. ?)
- 1508 – Nefon II, ekumeniczny patriarcha Konstantynopola (ur. ?)
- 1519 – Johann Tetzel, niemiecki duchowny katolicki, dominikanin, inkwizytor, handlarz odpustami (ur. 1465)
- 1549 – Otto I, książę Lüneburga-Harburga (ur. 1495)
- 1558 – Justus Menius, niemiecki teolog luterański, działacz reformacyjny (ur. 1499)
- 1563 – Bartolomé de Escobedo, hiszpański kompozytor (ur. 1510)
- 1578 – Pedro Nunes, portugalski astronom, matematyk, kartograf, lekarz (ur. 1502)
- 1610 – Girolamo Pamphili, włoski duchowny katolicki, wikariusz generalny Rzymu, kardynał (ur. 1544)
- 1614 – Lavinia Fontana, włoska malarka (ur. 1552)
- 1646 – Giandomenico Spinola, włoski duchowny katolicki, arcybiskup Acerenzy i Matery, arcybiskup ad personam Luni-Sarzany i Mazara del Vallo, kardynał (ur. 1580)
- 1653 – Wojciech Slaski, polski jezuita, teolog, pedagog (ur. ok. 1585)
- 1654 – Charles Ogier, francuski prozaik, poeta, kronikarz, dyplomata (ur. 1595)
- 1656 – Ottavio Piccolomini, austriacki feldmarszałek pochodzenia włoskiego (ur. 1599)
- 1662 – Stanisław Sarbiewski, polski szlachcic, polityk (ur. ?)
- 1673 – Krzysztof Jan Żegocki, polski partyzant z czasów potopu szwedzkiego (ur. 1618)
- 1680 – Giacomo Filippo Nini, włoski kardynał (ur. 1629)
- 1691 – (data pogrzebu) Nicolaes van Verendael, flamandzki malarz (ur. 1640)
- 1725 – Krzysztof Konstanty Pac, pisarz wielki litewski, kasztelan połocki (ur. 1679)
- 1728 – William Sherard, brytyjski botanik (ur. 1659)
- 1745 – Adam Horatio Casparini, włoski organmistrz (ur. 1674)
- 1768 – Peter Colinson, brytyjski botanik (ur. 1694)
- 1794:
  - Jakub Azulewicz, polski szlachcic, pułkownik pochodzenia tatarskiego (ur. ?)
  - Tomasz Rehm, francuski dominikanin, męczennik, błogosławiony (ur. 1752)
- 1798 – Joshua Clayton, amerykański prawnik, polityk (ur. 1744)
- 1801 – Félix María Samaniego, hiszpański poeta (ur. 1745)
- 1802 – Franciszek Kareu, polski jezuita, misjonarz pochodzenia walijskiego (ur. 1731)
- 1803 – Karol von Hohenzollern, niemiecki duchowny katolicki, biskup warmiński i chełmiński (ur. 1732)
- 1807 – Szymon Bogumił Zug, polski architekt pochodzenia saskiego (ur. 1733)
- 1820 – János Lavotta, węgierski kompozytor (ur. 1764)
- 1831 – Gawriił Saryczew, rosyjski admirał, hydrograf (ur. 1763)
- 1846 – Bartolomé Montalvo, hiszpański malarz (ur. 1769)
- 1851 – Lorenz Oken, niemiecki lekarz, przyrodnik (ur. 1779)
- 1865 – Philippe Buchez, francuski polityk, historyk, socjolog (ur. 1796)
- 1867 – Lodovico Altieri, włoski kardynał (ur. 1805)
- 1868:
  - Halfdan Kjerulf, norweski kompozytor (ur. 1815)
  - Thaddeus Stevens, amerykański polityk, abolicjonista (ur. 1792)
- 1872 – Andrew Smith, szkocki etnolog, zoolog, lekarz (ur. 1797)
- 1876 – Antoni Pomieczyński, polski dchowny katolicki, działacz narodowy (ur. 1797)
- 1879 – Alojzy Biraghi, włoski duchowny katolicki, błogosławiony (ur. 1801)
- 1881 – Jane Digby, brytyjska arystokratka (ur. 1807)
- 1883 – Édouard Louis Dubufe, francuski malarz (ur. 1820)
- 1885 – Adam Rzążewski, polski pisarz, historyk literatury, publicysta, krytyk literacki (ur. 1844)
- 1886 – Lydia Koidula, estońska poetka, dramatopisarka (ur. 1843)
- 1890:
  - Jankiel Gutsztadt, polski księgarz pochodzenia żydowskiego (ur. 1817)
  - Jan Henryk Newman, brytyjski kardynał, błogosławiony (ur. 1801)
- 1892 – Enrico Betti, włoski matematyk, wykładowca akademicki (ur. 1823)
- 1894:
  - Ludwik Wodzicki, polski hrabia, ziemianin, polityk (ur. 1834)
  - Włodzimierz Wysocki, polski poeta, fotograf, publicysta (ur. 1846)
- 1901:
  - Francesco Crispi, włoski prawnik, polityk, premier Włoch (ur. 1818)
  - Władysław August Poniński, polski hrabia, generał lejtnant wojsk włoskich (ur. 1823)
- 1908 – Franciszek Kowol, śląski poeta, prozaik (ur. 1879)
- 1909 – Bolesław Anc, polski inżynier kolejowy, uczestnik powstania styczniowego (ur. 1841)
- 1913 – Bolesław Demel, polski chemik, numizmatyk (ur. ?)
- 1918 – Hans Martin Pippart, niemiecki pilot wojskowy, as myśliwski (ur. 1888)
- 1919:
  - Andrew Carnegie, amerykański przemysłowiec (ur. 1835)
  - Franz Nissl, niemiecki neurolog, neuropatolog, psychiatra (ur. 1860)
- 1921 – Emil Knoevenagel, niemiecki chemik (ur. 1865)
- 1924:
  - Aleksander Wasilewski, polski bakteriolog, epidemiolog (ur. 1878)
  - Franz Schwechten, niemiecki architekt (ur. 1841)
- 1928 – Hendrik Haverman, holenderski malarz, rysownik (ur. 1857)
- 1930:
  - Edward Hartley Angle, amerykański ortodonta (ur. 1855)
  - J.E. Casely Hayford, ghański polityk, nauczyciel, dziennikarz, pisarz (ur. 1866)
  - Michalina Kwiatkowska, polska aktorka, uczestniczka powstania styczniowego (ur. 1847)
  - Wojciech Szmyd, polski duchowny katolicki, profesor teologii moralnej (ur. 1876)
- 1932 – Maksimilian Wołoszyn, rosyjski poeta, krytyk literacki, tłumacz, malarz, historyk sztuki (ur. 1878)
- 1936:
  - Rafał Alonso Gutierrez, hiszpański działacz Akcji Katolickiej, męczennik, błogosławiony (ur. 1890)
  - Karol Díaz Gandía, hiszpański działacz Akcji Katolickiej, męczennik, błogosławiony (ur. 1907)
- 1937:
  - Bakr Sidki, iracki dowódca wojskowy, polityk pochodzenia kurdyjskiego (ur. 1885)
  - Edith Wharton, amerykańska pisarka (ur. 1862)
- 1939 – Alphonse Osbert, francuski malarz (ur. 1857)
- 1940:
  - Tomasz Brzeziński, polski rolnik, samorządowiec, polityk, senator RP (ur. 1872)
  - Michał Stęborowski, polski porucznik pilot (ur. 1909)
- 1941 – Herbert Adamski, niemiecki wioślarz, żołnierz (ur. 1910)
- 1942:
  - Icchak Meir Kanał, polski rabin (ur. ok. 1860)
  - Leon Olszewski, polski duchowny katolicki (ur. 1894)
  - Friedrich Pelizaeus, niemiecki balneolog, neurolog (ur. 1851)
- 1943 – Edward Boyé, polski tłumacz, poeta, krytyk literacki (ur. 1897)
- 1944 – Polegli w powstaniu warszawskim:
  - Jerzy Berowski, polski podporucznik, żołnierz AK (ur. ok. 1914)
  - (lub 12 sierpnia) Zygmunt Brzosko, polski podporucznik, żołnierz AK (ur. 1923)
  - Janusz Grzymałowski, polski sierżant podchorąży, żołnierz AK (ur. 1923)
  - Zofia Laskowska, polska sanitariuszka, żołnierz AK (ur. 1924)
  - Aleksander Ławrynowicz, polski bakteriolog (ur. 1889)
  - Franciszek Mazurkiewicz, polski kapitan, żołnierz AK (ur. 1901)
  - Konrad Okolski, polski podharcmistrz, porucznik, żołnierz AK (ur. 1923)
  - Mieczysław Olkowski, polski sierżant, żołnierz AK (ur. 1923)
  - Jan Salamucha, polski duchowny katolicki, filozof, logik, kapelan AK (ur. 1903)
  - Mirosław Szymanik, polski sierżant, żołnierz AK (ur. 1924)
  - Tadeusz Wiwatowski, polski filolog, żołnierz AK (ur. 1914)
  - Anna Zakrzewska, polska sanitariuszka, żołnierz AK (ur. 1925)
  - Czesław Żołędowski, polski sierżant podchorąży, żołnierz AK (ur. 1923)
- 1944:
  - Hideyoshi Obata, japoński generał (ur. 1890)
  - (lub 12 sierpnia) Stanisław Rostworowski, polski generał brygady, pisarz, filozof (ur. 1888)
- 1945 – Stefan Jaracz, polski aktor, pisarz, publicysta (ur. 1883)
- 1949 – Maurycy Tornay, szwajcarski kanonik laterański, misjonarz, męczennik, błogosławiony (ur. 1910)
- 1950 – Wiaczesław Cwietajew, radziecki generał (ur. 1893)
- 1952 – Wacław Zembal, polski ogrodnik, wykładowca akademicki (ur. 1893)
- 1953 – Tazio Nuvolari, włoski kierowca i motocyklista wyścigowy (ur. 1892)
- 1954 – Santo Trafficante Sr., włosko-amerykański gangster (ur. 1886)
- 1956:
  - Minczo Nejczew, bułgarski polityk komunistyczny (ur. 1887)
  - Jackson Pollock, amerykański malarz (ur. 1912)
- 1957 – Rudolf Weigl, polski biolog, wykładowca akademicki pochodzenia austriackiego (ur. 1883)
- 1960 – Enzo Grossi, włoski komandor, podwodniak (ur. 1908)
- 1961:
  - Ion Barbu, rumuński matematyk, poeta (ur. 1895)
  - Max Kloss, niemiecki inżynier mechanik, wykładowca akademicki (ur. 1873)
  - Kazimierz Pollack, polski dziennikarz (ur. 1882)
  - Antanas Škėma, litewski pisarz, aktor, reżyser teatralny (ur. 1910)
- 1963 – Otto Wahle, austriacki pływak (ur. 1879)
- 1965 – Ethel Thomson Larcombe, brytyjska tenisistka (ur. 1879)
- 1966 – Eugen Ott, niemiecki generał (ur. 1890)
- 1968:
  - Günther Ederlein, niemiecki zoolog, entomolog (ur. 1872)
  - Jan Łazarski, polski kolarz torowy, trener, działacz (ur. 1892)
- 1970 – Ludwik Przysuski, polski internista, funkcjonariusz aparatu bezpieczeństwa, działacz komunistyczny pochodzenia żydowskiego (ur. 1901)
- 1971 – Henryk Korab-Janiewicz, polski historyk, handlowiec, działacz społeczny i polonijny (ur. 1897)
- 1972:
  - Józef Lange, polski kolarz torowy (ur. 1897)
  - Charles Mehan, amerykański rugbysta (ur. 1896)
  - Max Theiler, południowoafrykański bakteriolog, epidemiolog, laureat Nagrody Nobla (ur. 1899)
  - William Webb, australijski prawnik (ur. 1887)
  - Jan Weyssenhoff, polski fizyk, działacz sportowy (ur. 1889)
- 1973:
  - Andrzej Stopka, polski scenograf, malarz, karykaturzysta (ur. 1904)
  - Karl Ziegler, niemiecki chemik, laureat Nagrody Nobla (ur. 1898)
- 1974 – Jan Tschichold, niemiecki typograf, twórca krojów pisma, projektant książek, nauczyciel, pisarz (ur. 1902)
- 1976 – Władysław Karasiak, polski piłkarz, trener (ur. 1899)
- 1977 – Otto Andersson, szwedzki piłkarz (ur. 1910)
- 1979:
  - Julia Kotarbińska, polska ceramiczka, pedagog (ur. 1895)
  - Antonina Makarowa, radziecka sanitariuszka, strzelec karabinu maszynowego, kolaborantka (ur. 1920/1921)
- 1980:
  - Willi Forst, austriacki reżyser filmowy, aktor (ur. 1903)
  - Adolfo Milman, brazylijski piłkarz (ur. 1915)
  - Billy Wrigglesworth, angielski piłkarz (ur. 1912)
- 1981 – Valentine Tessier, francuska aktorka (ur. 1892)
- 1982 – Luís Antônio de Carvalho Ferraz, brazylijski oficer marynarki, oceanograf, inżynier (ur. 1940)
- 1983:
  - Włodzimierz Patuszyński, polski autor tekstów piosenek (ur. 1916)
  - Anna Piskorska-Chlebowska, polska chemik, podharcmistrzyni, działaczka opozycji antykomunistycznej (ur. 1929)
  - Satsuo Yamamoto, japoński reżyser filmowy (ur. 1910)
- 1986 – Heinz Strehl, niemiecki piłkarz (ur. 1938)
- 1987:
  - Żiwko Czingo, macedoński prozaik, dramaturg, dziennikarz (ur. 1935)
  - Stanisław Marczak-Oborski, polski poeta, teatrolog (ur. 1921)
- 1988:
  - Alfred Kelbassa, niemiecki piłkarz (ur. 1925)
  - Pauline Lafont, francuska aktorka (ur. 1963)
  - Anne Ramsey, amerykańska aktorka (ur. 1929)
- 1989:
  - Mirosław Gruszczyński, polski aktor (ur. 1943)
  - Józef Trendota, polski ekonomista, polityk, minister finansów (ur. 1921)
- 1991:
  - Alfred Dompert, niemiecki lekkoatoeta, długodystansowiec (ur. 1914)
  - Zygmunt Protassewicz, polski inżynier budownictwa (ur. 1899)
- 1994:
  - Peter Cushing, brytyjski aktor (ur. 1913)
  - Marek Święcicki, polski dziennikarz, korespondent wojenny, działacz polonijny (ur. 1915)
- 1995:
  - Marek Gajewski, polski aktor, lektor, spiker, prezenter, dziennikarz (ur. 1945)
  - Phil Harris, amerykański, aktor, komik (ur. 1904)
- 1996:
  - Rafael Kubelík, czeski dyrygent, kompozytor (ur. 1914)
  - Wanga, bułgarska parapsycholog, mistyczka, jasnowidzka, zielarka (ur. 1911)
- 2002 – Jiří Kolář, czeski dramaturg, poeta, tłumacz, plastyk (ur. 1914)
- 2003:
  - Joseph Ventaja, francuski bokser (ur. 1930)
  - Alojzy Wrzeciono, polski fizyk (ur. 1923)
- 2004: 
  - Benedykt Kozielski, polski działacz społeczny, więzień KL Auschwitz (ur. 1918)
  - Jerzy Urbankiewicz, polski pisarz, dziennikarz (ur. 1915)
- 2005:
  - James Booth, brytyjski aktor (ur. 1927)
  - Erkko Kivikoski, fiński reżyser filmowy (ur. 1936)
- 2006 – Krzysztof Cander, polski malarz (ur. 1936)
- 2007:
  - Maurice Boitel, francuski malarz (ur. 1919)
  - Richard Compton, amerykanki reżyser filmowy (ur. 1938)
  - Marian Wiśniowski, polski aktor, reżyser, pedagog (ur. 1929)
- 2008:
  - John Bull, amerykański major marynarki wojennej, astronauta (ur. 1934)
  - Anatolij Chrapatyj, kazachski sztangista (ur. 1962)
  - Fred Sinowatz, austriacki polityk, kanclerz Austrii (ur. 1929)
- 2009 – Eunice Kennedy Shriver, amerykańska działaczka społeczna (ur. 1921)
- 2010:
  - Lucien Gillen, luksemburski kolarz torowy i szosowy (ur. 1928)
  - Dan Rostenkowski, amerykański polityk pochodzenia polskiego (ur. 1928)
  - Bruno Schleinstein, niemiecki aktor (ur. 1932)
  - Zofia Wardyńska-Wojewódzka, polska siatkarka, koszykarka (ur. 1919)
- 2011:
  - Ignacio Flores, meksykański piłkarz (ur. 1953)
  - Jani Lane, amerykański muzyk, wokalista (ur. 1964)
- 2012:
  - Michael Dokes, amerykański bokser (ur. 1958)
  - Marcin Różycki, polski poeta, bard (ur. 1976)
- 2013:
  - Zofia Hilczer-Kurnatowska, polska archeolog (ur. 1932)
  - Władysław Radwański, polski hokeista, trener (ur. 1932)
  - Judit Temes, węgierska pływaczka (ur. 1930)
- 2014:
  - Vladimir Beara, chorwacki piłkarz (ur. 1928)
  - Kika Szaszkiewiczowa, polska artystka kabaretowa (ur. 1917)
  - Robin Williams, amerykański aktor, komik (ur. 1951)
- 2015:
  - Gerhard Jürgen Blum-Kwiatkowski, polski artysta, malarz, twórca instalacji, teoretyk sztuki (ur. 1930)
  - Harald Nielsen, duński piłkarz (ur. 1941)
  - Magomied Sulejmanow, dagestański bojownik (ur. 1976)
- 2016:
  - Jarosław Janowski, polski konstruktor lotniczy (ur. 1943)
  - Stanisław Rojek, polski gleboznawca (ur. 1926)
  - Francesco Sgalambro, włoski duchowny katolicki, biskup Cefalù (ur. 1934)
- 2017:
  - Jisra’el Kristal, izraelski superstulatek, najstarszy mężczyzna na świecie (ur. 1903)
  - Bogdan Łopieński, polski fotograf, fotoreporter (ur. 1934)
  - Terele Pávez, hiszpańska aktorka (ur. 1939)
- 2018:
  - Ivan Bohuš, słowacki historyk regionalny, muzeolog, publicysta (ur. 1924)
  - Kazimierz Karabasz, polski reżyser filmów dokumentalnych (ur. 1930)
  - Bernard Krawczyk, polski aktor (ur. 1931)
  - V.S. Naipaul, brytyjski prozaik, eseista, laureat Nagrody Nobla (ur. 1932)
- 2019:
  - Bożena Krzyżanowska, polska aktorka (ur. 1957)
  - Walter Martínez, honduraski piłkarz (ur. 1982)
  - Sergio Obeso Rivera, meksykański duchowny katolicki, arcybiskup Jalapy, kardynał (ur. 1931)
- 2020:
  - Oliviu Gherman, rumuński matematyk, fizyk, wykładowca akademicki, polityk, przewodniczący Senatu (ur. 1930)
  - Russell Kirsch, amerykański inżynier, informatyk (ur. 1929)
  - Mykoła Korynewski, ukraiński fizyk, wykładowca akademicki (ur. 1948)
  - Maria Kościałkowska, polska aktorka (ur. 1922)
  - Trini Lopez, amerykański aktor, piosenkarz, gitarzysta (ur. 1937)
  - Henryk Tacik, polski generał broni, dowódca operacyjny Sił Zbrojnych RP (ur. 1947)
- 2022:
  - Michael Badnarik, amerykański inżynier oprogramowania, polityk (ur. 1954)
  - Manuel Ojeda, meksykański aktor (ur. 1940)
  - Jean-Jacques Sempé, francuski rysownik, ilustrator (ur. 1932)
  - József Tóth, węgierski piłkarz (ur. 1951)
- 2023:
  - Tom Jones, amerykański pisarz, scenarzysta, autor tekstów i spektakli teatralnych (ur. 1928)
  - Gregg Tafralis, amerykański lekkoatleta, kulomiot (ur. 1958)
- 2024 – Noël Treanor, irlandzki duchowny katolicki, biskup Down-Connor, nuncjusz apostolski przy Unii Europejskiej (ur. 1950)
- 2025:
  - Mario Forte, włoski prawnik, samorządowiec, polityk, burmistrz Neapolu, eurodeputowany (ur. 1936)
  - Choo Hoey, singapurski dyrygent (ur. 1934)
  - Jerzy Dziewulski, polski funkcjonariusz MO, antyterrorysta, aktor niezawodowy, polityk, poseł na Sejm RP (ur. 1943)
  - Tadeusz Głuchowski, polski perkusista, członek zespołu Niebiesko-Czarni (ur. 1942)
  - Stanisław Jakubowski, polski fotograf, fotoreporter (ur. 1934)
  - Sheila Jordan, amerykańska wokalistka jazzowa (ur. 1928)
  - Benő Káposzta, węgierski piłkarz (ur. 1942)
  - Wojciech Stan, polski fotograf, fotoreporter (ur. 1934)